# I-16 (sous-marin)
Pour les articles homonymes, voir I-16.
Le I-16 (イ-16 ) est un sous-marin japonais de Type C (丙型（伊十六型, Hei-gata, classe I-16) de la sous-classe C1 construit pour la marine impériale japonaise.
Mis en service en 1940, il a déployé un sous-marin de poche pour l'attaque de Pearl Harbor et pour une attaque contre des navires à Diego-Suarez à Madagascar, a effectué une patrouille de lutte contre la navigation dans l'océan Indien et a participé à la campagne de Guadalcanal, à la campagne de Nouvelle-Guinée et à la campagne de Bougainville avant qu'il ne soit coulé en mai 1944.

## Description
Les sous-marins de type C ont été dérivés de la sous-classe KD6 de la classe Kaidai avec un armement de torpilles plus lourd pour les attaques à longue distance. Ils ont déplacé 2 595 tonnes en surface et 3 618 tonnes en immersion. Les sous-marins mesuraient 109,3 mètres de long, avaient une largeur de 9,1 mètres et un tirant d'eau de 5,3 mètres. Ils possédaient une profondeur de plongée de 100 mètres.
Pour la navigation de surface, les sous-marins étaient propulsés par deux moteurs diesel de 6 200 chevaux (4 623 kW), chacun entraînant un arbre d'hélice. En immersion, chaque hélice était entraînée par un moteur électrique de 1 000 chevaux-vapeur (746 kW). Ils pouvaient atteindre 23,6 noeuds (43,7 km/h) en surface et 8 noeuds (15 km/h) sous l'eau. En surface, les C1 avaient une autonomie de 14 000 milles nautiques (26 000 km) à 16 noeuds (30 km/h) ; en immersion, ils avaient une autonomie de 60 milles nautiques (110 km) à 3 noeuds (5,6 km/h).
Les sous-marins étaient armés de huit tubes lance-torpilles de 533 mm à l'avant et transportaient un total de 20 torpilles. Ils étaient également armés d'un seul canon de pont de 140 mm/40 et de deux supports simples ou doubles pour les canons antiaériens Type 96 de 25 mm. Ils étaient équipés pour transporter un sous-marin de poche de type A à l'arrière de la tour de contrôle.

## Construction
Construit par Kawasaki Shipbuilding Corporation à Kobe au Japon, le I-16 a été mis sur cale le 15 septembre 1937 sous le nom de Sous-marin no 44, navire de tête de la Classe C-1. Le er juin 1938, il a été renommé I-16. Il a été lancé le 8 juillet 1938 et a été achevé et mis en service le 30 mars 1940 et rattaché au district naval de Yokosuka. Le Capitaine Kobayashi Hitoshi est le commandant du sous-marin.

## Histoire de service

### Avant la Seconde Guerre mondiale
Après son achèvement, le I-16 a été attaché dans le District naval de Yokosuka. À l'automne 1941, il a été converti en navire-mère pour un sous-marin de poche de type A; les sous-marins I-18, I-20, I-22 et I-24 ont également été convertis. Le 15 novembre 1941, le I-16 a été affecté à la 1re division de sous-marins du 1re escadron de sous-marins de la 6e Flotte.
Le 17 novembre 1941, au Kure Navy Club de Kure, au Japon, le commandant de la 3e division de sous-marins a informé les commandants des cinq sous-marins convertis de l'attaque prochaine de Pearl Harbor et du rôle de leurs sous-marins dans cette attaque. Il avait été désigné comme commandant de l'unité d'attaque spéciale, composée des cinq sous-marins, dont chacun devait lancer un sous-marin de poche de type A au large de Pearl Harbor afin que les sous-marins de poche puissent participer à l'attaque.
Le 18 novembre 1941, les cinq sous-marins se déplacèrent de Kure vers le polygone d'essais navals de Kamegakubi, où chacun embarqua un sous-marin de poche de type A. Le 19 novembre 1941, à 2h15, les cinq sous-marins partirent de Kamegakubi à destination des îles hawaïennes, en empruntant une route directe qui les menait au sud de l'atoll de Midway. En mer, ils reçurent le 2 décembre 1941 le message de la Flotte combinée "Montez le Mont Niitaka 1208" (en japonais : Niitakayama nobore 1208), indiquant que la guerre avec les Alliés commencerait le 8 décembre 1941, heure du Japon, c'est-à-dire le 7 décembre 1941 de l'autre côté de la ligne internationale de changement de date à Hawaii.

### Pearl Harbor
Le 7 décembre 1941, à 00h42, le I-16 fut le premier des cinq sous-marins à lancer son sous-marin de poche no 16, à 7 milles nautiques (13 km) au sud-sud-ouest de l'entrée de Pearl Harbor. Il se dirigea ensuite avec les quatre autres sous-marins "mères" vers la zone de récupération prévue pour leurs sous-marins de poche à l'ouest de Lanai, où ils passèrent la nuit du 7 au 8 décembre 1941. À 22h41 le 7 décembre, il reçut un message du n°16 décrivant l'attaque aérienne de Pearl Harbor comme réussie, et à 00h51 le 8 décembre, il reçut un autre message qui disait "Incapable de naviguer". Au début du 9 décembre 1941, les I-18, I-20 et I-24 reçurent l'ordre de quitter la zone de récupération, mais les I-16 et I-22 restèrent jusqu'au 11 décembre 1941. Aucun des cinq sous-marins de poche ne revint. Le I-16 quitta les eaux hawaïennes le 12 décembre et se dirigea vers Kwajalein, qu'il atteignit le 20 décembre 1941.

### Décembre 1941-avril 1942
Ordonné au Japon pour participer aux essais des tubes d'accès qui permettraient aux membres de l'équipage d'un sous-marin de poche de monter à bord de leur embarcation pendant que le sous-marin "mère" reste immergé, le I-16 a pris la mer à Kwajalein le 25 décembre 1941. Il est arrivé à Yokosuka le 3 janvier 1942 et s'est ensuite rendu à Kure pour participer aux essais.
Pendant son séjour au Japon, l'état-major de la Kriegsmarine (marine allemande) à Berlin a officiellement demandé le 27 mars 1942 que le Japon commence à attaquer les convois alliés dans l'océan Indien. Le 8 avril 1942, les Japonais ont officiellement accepté de répondre à cette demande en envoyant des sous-marins pour opérer au large des côtes de l'Afrique de l'Est. Ce jour-là, ils ont retiré la 1re division de sous-marins du 8e escadron de sous-marins de sa base de Kwajalein au Japon. Le 16 avril 1942, ils avaient créé le détachement "A" au sein du 8e escadron de sous-marins, composé du I-16 et des sous-marins I-10, I-18, I-20 et I-30, ainsi que des sous-marins de poches et des croiseurs auxiliaires Aikoku Maru et Hōkoku Maru, qui devaient servir de navires ravitailleurs pour les sous-marins. Ce matin-là, le commandant de la 6e flotte, le vice-amiral Teruhisa Komatsu, le commandant du 8e escadron de sous-marins, leurs états-majors et les équipages des sous-marins de poche ont rendu une visite de courtoisie au commandant en chef de la Flotte combinée, l'amiral Isoroku Yamamoto, à bord de son navire amiral, le cuirassé Yamato, au mouillage de Hashirajima. Après la visite du Yamamoto, le détachement a pris la mer à 11h00, à destination de Penang, en Malaisie britannique occupée par les Japonais.
Au cours du voyage du détachement, 16 bombardiers B-25 Mitchell des forces aériennes américaines lancés par le porte-avions USS Hornet ont frappé des cibles sur Honshu lors du raid de Doolittle le 18 avril 1942. Ce jour-là, le détachement a reçu l'ordre de la 6e Flotte de se dérouter de son voyage et de se diriger vers le nord-est, en passant au nord des îles Bonin, afin d'intercepter la force opérationnelle de la marine américaine qui avait lancé la frappe.
Le I-30 et l'Aikoku Maru ont fait escale à Penang du 20 avril au 22 avril 1942 avant de se diriger vers l'océan Indien pour effectuer une reconnaissance avancée de la zone d'opération prévue par le détachement "A". Le reste du détachement "A" atteignit Penang le 27 avril 1942, où le porte-avions Nisshin - qui avait subi des modifications lui permettant de transporter des sous-marins de poche de type A - le rejoignit. Les I-16, I-18 et I-20 embarquèrent chacun un sous-marin de poche à Penang.

### Opération dans l'Océan Indien
Le I-16 et les autres unités du détachement "A" ont fait route de Penang le 30 avril 1942 vers l'ouest dans l'océan Indien, le I-10 étant le navire amiral du détachement. Les sous-marins ont fait le plein en mer à partir de l'Aikoku Maru et du Hōkoku Maru les 5, 10 et 15 mai 1942. Le I-16 a subi un accident au sud-est de Madagascar le 17 mai 1942 lorsque l'eau de mer a inondé son moteur diesel de port dans une mer forte, mais son équipage a effectué des réparations.
L'hydravion Yokosuka E14Y1 (nom de code allié "Glen") du I-10 a commencé des vols de reconnaissance au-dessus des ports d'Afrique du Sud en effectuant une reconnaissance de Durban le 20 mai 1942,, suivie de vols au-dessus de East London, Port Elizabeth et Simon's Town la semaine suivante, et le 24 mai, les sous-marins du détachement "A" rencontraient un important trafic maritime allié alors qu'ils approchaient de l'Afrique de l'Est. Dans la nuit du 29 mai, l'hydravion du I-10 a survolé Diego-Suarez, à Madagascar, apercevant le cuirassé britannique HMS Ramillies parmi les navires qui y étaient ancrés. Le commandant du détachement "A" a choisi Diego-Suarez comme cible pour une attaque de sous-marins de poche, prévue pour le 30 mai 1942.
Le 30 mai 1942, le I-18 ne peut pas lancer son sous-marin de poche parce qu'il subit une panne de moteur, mais les I-16 et I-20 lancent leurs sous-marins de poche à 10 milles nautiques (19 km) au large de Diego-Suarez,, le I-16 lançant le sien à 17h40 . On n'a plus jamais entendu parler du sous-marin de poche du I-16, mais le sous-marin de poche du I-20 a torpillé le Ramillies et le pétrolier British Loyalty, endommageant le premier et coulant le second, avant qu'il ne soit lui aussi perdu. Le corps d'un marin japonais retrouvé le 2 juin 1942 échoué sur une plage près de Diego Suarez était probablement celui de l'un des deux hommes à bord du sous-marin de poche du I-16.
Après l'attaque des sous-marins de poche, le détachement "A" a commencé les opérations de lutte contre la navigation. Le 6 juin 1942, le I-16 a torpillé et utilisé des tirs d'artillerie pour couler le navire marchand yougoslave Susak de 3 889 tonneaux à la position géographique de 15° 42′ S, 40° 58′ E et a coulé le navire marchand grec Aghios Georgios IV de 4 847 tonneaux par des tirs d'artillerie à la position géographique de 16° 12′ S, 41° 00′ E le 8 juin 1942. Il a également torpillé et coulé le navire marchand yougoslave Supetar de 3 748 tonneaux à la position géographique de 21° 49′ S, 35° 50′ E le 12 juin 1942 et le navire marchand suédois Eknaren de 5 243 tonneaux à la position géographique de 17° 00′ S, 40° 00′ E le 1er juillet 1942. Le 26 juillet 1942, il a effectué une reconnaissance de Diego Garcia, et il est retourné à Penang le 10 août 1942. Il a rapidement fait route vers le Japon et est arrivé à Yokosuka le 26 août 1942 pour y subir une révision.

### Campagne de Guadalcanal
Entre-temps, la campagne de Guadalcanal avait commencé le 7 août 1942 avec des débarquements amphibies américains sur Guadalcanal, Tulagi, les îles Florida, Gavutu et Tanambogo dans le sud-est des îles Salomon. Sa révision étant terminée, le I-16 partit de Yokosuka le 17 octobre 1942 pour participer aux combats dans les Salomon. Le 2 novembre 1942, il arriva à un mouillage au large de l'île Shortland dans les îles Shortland, où les I-16, I-20 et I-24 formèrent un groupe d'attaque et reçurent chacun l'ordre de charger un sous-marin de poche livré par le porte-avions Chiyoda,.
Le 4 novembre 1942, à 13 heures, le I-16 embarqua à bord du sous-marin de poche n°30 et ce jour-là, il fit route avec le I-24 vers le détroit de l'Indispensable, atteignant sa zone de lancement au large de Guadalcanal à 6 heures le 7 novembre 1942. À 2 heures le 11 novembre, le n°30, un équipage de deux hommes s'occupait de leur embarcation et à 3h49, le I-16 fut immergé lorsqu'il aperçut un PT boat de la marine américaine. Il lança le n°30 à 10,8 milles nautiques (20 km) au large du Cap Espérance sur la côte nord-ouest de Guadalcanal à 04h21. Le système de pilotage du n°30 a subi des dommages lors de sa mise à l'eau, et il a perdu la direction à 04h24. Il a interrompu sa mission, a refait surface et s'est dirigé vers la baie de Kamimbo, tenue par les Japonais, sur la côte nord-ouest de Guadalcanal, mais son équipage a aperçu un avion allié et l'a sabordé. Ils ont nagé jusqu'à la côte et sont arrivés sains et saufs à la base sous-marine japonaise de Maravovo, à Guadalcanal, à 19 heures.
Le I-16, pendant ce temps, retournait au mouillage de Shortland. En route, il reçut l'ordre, le 13 novembre 1942, de localiser le cuirassé japonais Hiei, qui avait été endommagé au nord-ouest de Guadalcanal lors de la première bataille navale de Guadalcanal tôt ce matin-là, et de le couler s'il était encore à flot.
Au mouillage de Shortland, le I-16 embarqua le sous-marin de poche n°10 et repartit pour Guadalcanal, prévoyant de cibler les navires alliés au large de la pointe Lungga sur la côte nord Guadalcanal′s. À 02h55 le 28 novembre 1942, il lança le n°10 au nord de Guadalcanal à 21 milles nautiques (39 km) de l'île Savo. Le n°10 a pénétré l'écran de protection des destroyers protégeant le mouillage et, à 8h16, a torpillé et endommagé le cargo USS Alchiba à 2 700 m au nord-est de la pointe Lungga, endommageant si gravement le Alchiba qu'il s'est échoué pour éviter de couler et a brûlé pendant quatre jours. Le n°10 et son équipage de deux hommes n'ont plus jamais été entendus.
Le 3 décembre 1942, à 4h48, le sous-marin de poche du I-16 embarque au mouillage de Shortland et retourne dans les eaux au large de Guadalcanal. À l'aube, le n°22 est lancé à 10 milles nautiques (19 km) au large de l'île Savo. Le n°22 a aperçu le navire-hôpital USS Solace (AH-5) au large de la pointe Lungga, puis a tiré ses deux torpilles sur un destroyer se dirigeant vers la même zone. Les deux torpilles ont été manquées. L'équipage du n°22 l'a sabordé son sous-marin de poche et a nagé sans encombre jusqu'à Guadalcanal au cap Esperance.
Le I-16 reçut ensuite l'ordre de participer à un effort de réapprovisionnement par sous-marin des forces japonaises combattant sur Guadalcanal. Il quitta Truk le 6 janvier 1943 pour sa première campagne de ravitaillement, transportant des fournitures dans des barils. Arrivé au cap Espérance le 13 janvier 1943, il ne trouva aucune péniche de débarquement de classe Daihatsu qui attendait pour le décharger à cause des avions alliés qui patrouillaient au-dessus de la zone, son équipage jeta donc les fûts de ravitaillement par-dessus bord pour que les Daihatsu les récupère plus tard et il reprit la mer, se dirigeant vers Rabaul en Nouvelle-Bretagne. Il revint au cap Espérance le 25 janvier 1943 et déchargea 18 tonnes de ravitaillement dans des conteneurs.
Le 31 janvier 1943, une force opérationnelle japonaise composée de porte-avions, de cuirassés, de croiseurs et de destroyers a quitté Truk pour couvrir l'opération Ke, l'évacuation par les Japonais de leurs forces de Guadalcanal, et les sous-marins I-11, I-25 et I-32 ont patrouillé au sud-est de Guadalcanal pour soutenir l'opération. Les Japonais ont achevé l'opération Ke le 9 février 1943 après avoir évacué 11 700 personnes de Guadalcanal.
Le 7 mai 1943, le navire de sauvetage de la marine américaine USS Ortolan (ASR-5) a sauvé un sous-marin depoche japonais au large de la côte nord de Guadalcanal, l'a remorqué jusqu'à la baie de Kukum sur la côte de Guadalcanal ce mois-là, puis l'a transporté à Nouméa, en Nouvelle-Calédonie, en juin 1943. Il a finalement été exposé à la bibliothèque et au musée de la Force sous-marine à Groton, dans le Connecticut, où il a été identifié comme le n°10 ou le n°30 du I-16, ou comme le n°8, que le I-20 a lancé le 2 décembre 1942.

### Campagne en Nouvelle Guinée
Le I-16 a ensuite reçu l'ordre de transporter des fournitures aux forces japonaises combattant dans la campagne de Nouvelle-Guinée. Lors de son premier ravitaillement, il déchargea 40 tonnes de marchandises, dont 30 fûts de ravitaillement, à Lae, sur la côte de la Nouvelle-Guinée. Il se dirigea ensuite vers Rabaul et, au cours du voyage, entra en collision sous-marine avec le I-20 le 2 avril 1943. Après avoir fait escale à Rabaul, il fit route vers le Japon, où il arriva à Yokosuka le 16 avril 1943 pour y subir des réparations et un carénage.
Une fois prêt pour la mer, le I-16 a quitté Yokosuka le 21 septembre 1943, a fait escale à Truk, puis a repris ses voyages de ravitaillement en Nouvelle-Guinée. Il a fait escale à Sio, en Nouvelle-Guinée, lors de ses deux premiers voyages, les 17 et 25 octobre 1943. Lors de son troisième voyage, il a débarqué 30 soldats de la 85e unité de la garde à Sio le 2 novembre 1943. Il s'est rendu de nouveau à Sio les 9 et 20 novembre 1943.
Le 24 novembre 1943, le I-16 embarqua le nouveau commandant de la 9e flotte, le vice-amiral Yoshikazu Endo, et son état-major à Rabaul en plus de la cargaison destinée à la Nouvelle-Guinée. Après avoir fait escale à Sio le 27 novembre 1943 pour décharger sa cargaison, il se dirigea vers Wewak, en Nouvelle-Guinée, où il arriva le 30 novembre 1943 et où Endo et son état-major débarquèrent. Le I-16 fit ensuite son dernier voyage de ravitaillement en Nouvelle-Guinée, visitant Sio le 15 décembre 1943, puis subit des dommages à Rabaul lors d'un raid aérien allié le 25 décembre 1943. Il quitta Rabaul ce jour-là à destination de Truk, puis mit le cap sur Yokosuka, où il arriva le 1er janvier 1944 et fut mis en cale sèche pour y subir des réparations.

### Opérations ultérieures
Les réparations du I-16 ont été achevées au début de février 1944, et le 17 mars 1944, il a quitté Yokosuka et s'est rendue à Truk, qui est devenue sa nouvelle base.
Le 14 mai 1944, à 8 heures, le I-16 partit de Truk pour un ravitaillement à Buin, sur Bougainville, afin de livrer du riz dans des sacs en caoutchouc de 34 kg aux forces japonaises combattant dans la campagne de Bougainville. Il transmit un message au commandant du 7e escadron de sous-marins de Saipan, dans les îles Mariannes, pour l'informer que son heure d'arrivée à Buin était estimée à 20 heures, le 22 mai 1944. L'unité radio de la flotte du Pacifique (FRUPAC), une unité de renseignement et de cryptographie de la marine américaine à Hawaii, a intercepté et décrypté le message, qui a été transmis par des canaux de la 39e division d'escorte (Escort Division 39) de la marine américaine à Tulagi. Le 18 mai 1944, il ordonna à son tour à trois destroyers d'escorte - les USS George (DE-697) and USS Raby (DE-698) de sa propre division et l'USS England (DE-635) de la 40e division d'escorte (Escort Division 40), qui était sous son commandement tactique - d'intercepter le I-16. Les trois escortes de destroyers ont formé un groupe hunter-killer (groupe de chasseurs-tueurs) et ont fait route de Purvis Bay cet après-midi-là, en direction de la position géographique de 5° 10′ S, 158° 10′ E, où les informations du FRUPAC indiquaient qu'ils pouvaient intercepter le I-16.

### Perte
Cinq jours après le ravitaillement du I-16 à Buin, un avion de patrouille américain l'aperçut en surface à 140 milles nautiques (260 km) au nord-est de Cape Alexander sur Choiseul le 19 mai 1944 et alerta les trois destroyers d'escorte . Les England, George, et Raby commencèrent un balayage au sonar à ras de lignes et à 13h5 les England, George, and Raby détectèrent le I-16 au sonar. Le England a attaqué le I-16 à 13h41 avec le premier des cinq mortiers de barrages à tourillon hedgehog. Après la dernière attaque, une énorme explosion sous-marine à une profondeur estimée à 500 pieds (152 m) ou plus a soulevé l'arrière du England, George, et Raby de 15 cm hors de l'eau, marquant le naufrage du I-16 à la position de 5° 10′ S, 158° 10′ E. Les premiers débris ont atteint la surface 20 minutes plus tard et comprenaient des lambeaux de liège, des planches de pont, des pièces d'ébénisterie, d'autres objets, et enfin un conteneur en caoutchouc scellé avec un sac de riz à l'intérieur. Près d'une heure plus tard, une petite nappe de pétrole est apparue, et le 20 mai 1944, elle faisait 6 milles nautiques (11 km) de long et 3 milles nautiques (5,6 km) de large.
Le 25 juin 1944, la marine impériale japonaise a déclaré que le I-16 était présumé perdu dans les îles Salomon avec tout son équipage de 107 personnes.

### Épave
L'épave du I-16 gît à la position géographqie de 5° 10′ S, 158° 10′ E et est considérée comme un cimetière militaire.

## Sommaire des sinistres
L'I-16 a coulé quatre navires au cours de sa carrière, ce qui a entraîné la perte de 14 vies.
| Date             | Nom                | Nationalité | Tonnage. | Destin |
| ---------------- | ------------------ | ----------- | -------- | ------ |
| 6 juin 1942      | Susak              | Yougoslavie | 3 889    | Coulé  |
| 8 juin 1942      | Aghios Georgios IV | Grèce       | 4 847    | Coulé  |
| 12 juin 1942     | Supetar            | Yougoslavie | 3 748    | Coulé  |
| 1er juillet 1942 | Eknaren            | Suède       | 5 243    | Coulé  |